# Marija Maksakowa-Igenbergs
Marija Maksakowa-Igenbergs (ur. 24 lipca 1977 w Monachium) – rosyjsko-niemiecka solistka operowa i polityk.

## Biografia
Pochodzi z rodziny artystycznej. Jest wnuczką śpiewaczki Marii Maksakowej i córką aktorki Ludmiły Maksakowej. W 1995 ukończyła główną szkołę muzyczną w Konserwatorium Moskiewskim, a w 2000 z wyróżnieniem ukończyła Rosyjską Akademię Muzyczną im. Gniesinych. Wystąpiła między innymi na koncertach w Tokio i Helsinkach. W grudniu 2011 została posłanką Jednej Rosji.

## Życie prywatne
Była żoną Dienisa Woronienki.